# Epischausia dispar
Epischausia dispar är en fjärilsart som beskrevs av Rothschild 1896. Epischausia dispar ingår i släktet Epischausia och familjen nattflyn. Inga underarter finns listade i Catalogue of Life.